# Polystichum bradei
Polystichum bradei là một loài dương xỉ trong họ Dryopteridaceae. Loài này được Rosenst. mô tả khoa học đầu tiên năm 1915.
Danh pháp khoa học của loài này chưa được làm sáng tỏ. 